# Marcel Dupré
Marcel Dupré, född 3 maj 1886 i Rouen i Frankrike, död 30 maj 1971 i Paris i Frankrike, var en fransk organist och tonsättare.

## Biografi
Marcel Dupré föddes i en organist- och musikersläkt i Rouen 1886. Som många andra fick han lektioner av sin far och från 1898 av Alexandre Guilmant, lärare vid Pariskonservatoriet. Han fick även lektioner av Vierne (orgel) och Widor (komposition). Dupré vann det prestigefyllda kompositionspriset Grand Prix de Rome år 1914.
Mellan 1916 och 1922 vikarierade Dupré för Vierne i Notre-Dame och fick på så sätt möjlighet till djupare studier av Bachs orgelmusik. Han spelade 1920 en konsertserie med alla Bachs orgelverk. En prestation i sig, men Dupré spelade samtliga verk utantill, d.v.s utan noter.
1926 utnämndes han till professor vid Pariskonservatoriet och 1933 efterträdde han Widor som organist i Saint-Sulpice.
Dupré var produktiv som tonsättare och en virtuos av stora mått. Han var också omtalad som mästerimprovisatör vid de många konserterna runt om i världen.

## Verkförteckning
- Tre preludier och fugor, op. 7 (1912)
- Symphonie-Passion, op.23 (1924)
  - Le monde dans l'attente du Sauveur
  - Nativité
  - Crucifixion
  - Résurrection
- Tre preludier och fugor, op.36 (1938)
- Evocation, op.37 (1941)

## Utmärkelser
- Prix de Rome,  1914[8]
- Riddare av Hederslegionen,  7 augusti 1923[8]
- Officer av Hederslegionen,  12 januari 1935[8]
- Kommendör av Hederslegionen,  27 augusti 1948[8]
- Kommendör av Gregoriusorden
- Officer av Leopoldorden

[Redigera Wikidata]